# Igurubi
Igurubi ist ein Verwaltungsbezirk (englisch Ward) des Distrikts Igunga in der tansanischen Region Tabora.

## Geografie
Igurubi ist ein ländlicher Bezirk im westlichen Teil des zentralen Hochlands von Tansania, etwa 35 Kilometer Luftlinie nordwestlich der Distrikthauptstadt Igunga an der Grenze zu Shinyanga.  Diese Grenze im Norden bildet der Fluss Manonga. Bei der Volkszählung 2022 lebten 17.680 Menschen in 3265 Haushalten auf einer Fläche von 295 Quadratkilometern.

Der Bezirk grenzt im Norden an den Distrikt Kishapu der Region Shinyanga und sonst an sechs Bezirke des Distrikts Igunga:
|          | Kishapu                                     | Kining'inila |
| Kinungu  | Kompassrose, die auf Nachbargemeinden zeigt | Mwamashimba  |
| Itunduru | Mwamashiga                                  | Mwamakona    |

## Gliederung
Der Bezirk besteht aus sechs Gemeinden (swahili Mtaa) mit 26 Orten (Kitongoji):
| Igurubi - Unyanyembe A - Unyanyembe B - Bugwandege | Mwaomba - Mwaomba - Ikonda - Mwabalambu - Maponda | Ibole - Ing'ong'holyambiti - Ibole - Manonga - Mwamabu - Ndala | Mwagala - Machimboni - Mwagala A - Mwagala B - Mwajikuba - Mwatimbagi | Mwakwangu - Mwakangu A - Mwakwangu B - Mwakangu C - Mwakwangu D | Kalangale - Nyagwanda - Kiloleni - Mahama - Ipelelo - Tawini |

## Infrastruktur
- Bildung: Die Igurubi Secondary School ist eine staatliche weiterführende Schule. Sie bildet Tages- und Internatsschüler bis zur 4. Stufe aus.[7]
- Gesundheit: Im Bezirk liegt ein öffentliches Gesundheitszentrum.[8]